# Kleine Prinzessin (Skulptur)

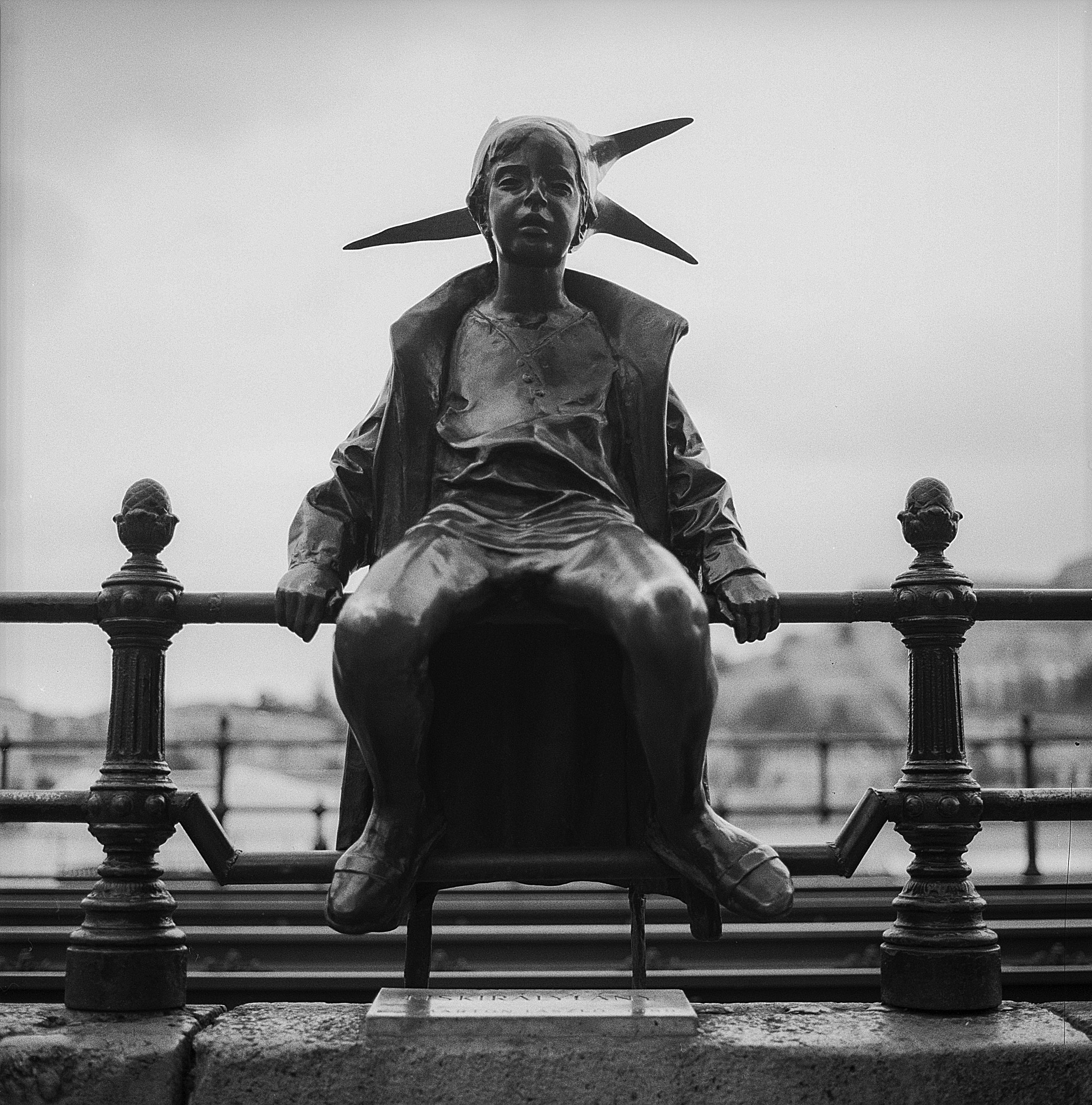
Kleine Prinzessin

Die Kleine Prinzessin ungarisch Kiskirálylány ist eine auf dem Geländer der Budapester Donaupromenade sitzende Skulptur von László Marton aus dem Jahr 1972.
Die 50 cm hohe Statue befindet sich am nördlichen Ende des Pester Vigadó tér an der Donau zugewandten Seite im V. Bezirk.
Der Bildhauer László Marton war zu diesem Werk von seiner kleinen Tochter Évike inspiriert worden. Als Kind verkleidete sie sich oft als Prinzessin, ihr Vaterbastelte ihr eine selbstgebastelte Krone aus Zeitungspapier, und sie erfand einen Bademantel als Robe.
Die Skulptur wurde 1990 durch eine größere Ausfertigung ersetzt. Kopien davon befinden sich außerdem in Japan und in Tapolca, der Geburtsstadt des Bildhauers.